# Grekisk lövkoja
Grekisk lövkoja (Matthiola longipetala) är en korsblommig växtart som först beskrevs av Étienne Pierre Ventenat, och fick sitt nu gällande namn av Dc. Enligt Catalogue of Life och  Dyntaxa  ingår Grekisk lövkoja i släktet lövkojor och familjen korsblommiga växter. Arten förekommer tillfälligt i Sverige, men reproducerar sig inte.

## Underarter
Arten delas in i följande underarter:
- M. l. aspera
- M. l. hirta
- M. l. kralikii
- M. l. livida
- M. l. longipetala
- M. l. pumilio
- M. l. viridis
- M. l. brachyloma

## Bildgalleri

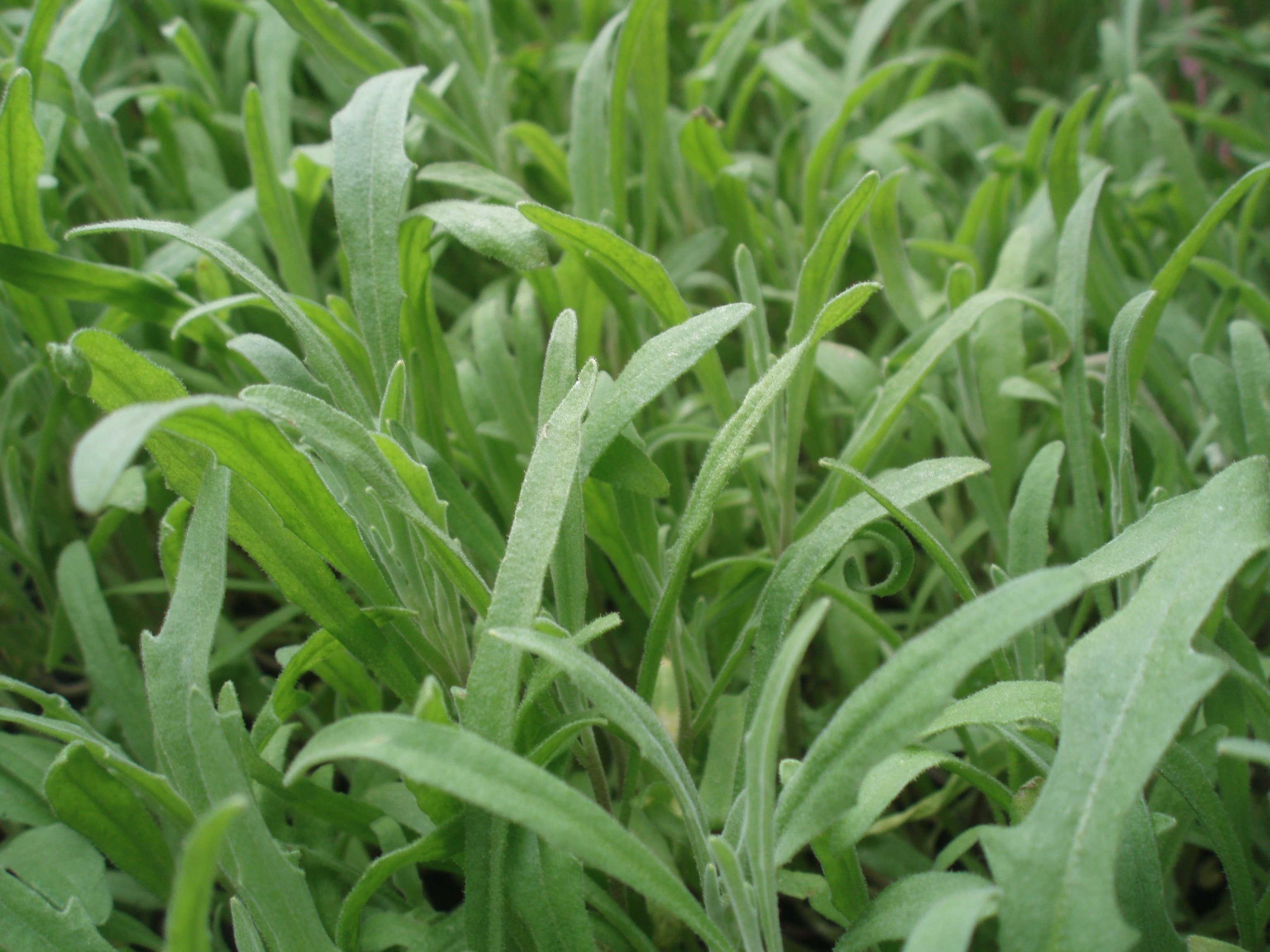